# Nyski
Nyski là một huyện thuộc tỉnh Opolskie của Ba Lan. Huyện có diện tích 1224 km². Đến ngày 1 tháng 1 năm 2011, dân số của huyện là 143165 người và mật độ 117 người/km².